# Месемврия (Бяло море)
 Тази статия е за античния беломорски град.  За други със същото име вижте Несебър.  
Егейска Месембрия (на гръцки: Μεσημβρία-Ζώνη, Месимбрия – Зони) е античен град, чиито останки са открити недалеч от Дедеагач, на брега на Бяло море, на 3 км западно от село Месимврия (Μεσημβρία), което брои 149 жители.
Разкопките показват, че първоначално тук е съществувало тракийско селище от ранната желязна епоха. Античното селище възниква към края на 7 в. пр.н.е. като пристанищна емпория (укрепен пазарен пункт) Месембрия или Зони на жителите на остров Самос тракийски (Самотраки). Градът достига разцвета си в 5-и и 4 век пр.н.е. и става локален център на местното тракийско население. C установяването на македонското господство над тракийския бряг на Бяло море градът започва да запада. През римското владичество се изграждат пътища, които минават далеч от селището и към 1 век то се обезлюдява.
През 1966 г. започват археологически разкопки. Установен е град от 5-и – 2 век пр. Хр. Разкрити са стена с кули; крепостната порта от западната стена; групи от жилища с дворове; хранилища, магазини, работилници, склад на амфори; улична мрежа; храм на Деметра (от 4-ти – 3 век пр. Хр.), където са намерени много вотивни сребърни плочки с послания от древните поклонници; светилище на Аполон (6-и – 5 век пр. Хр.), където са открити части на древни куроси, вази и съдове с надписи с името на божеството; останки от представителна постройка с размери 9 х 15 метра включваща вестибюл, еднокамерна зала и крипта; средновековна кула на височината над античното селище. Извън стените се е намирал некрополът. Проучванията продължават и днес. Откритите 2000 монети карат археолозите да свържат селището със Зони, най-важният център на Самотраки на материка – Переас, който има собствена валута и дава повече данъци в сравнение с всички други градове на атинския съюз, равни на два таланта (към 50 кг), според сведенията от 5 век пр. Хр. Находките от Месемврия – Зони са изложени в Археологическия музей на Гюмюрджина. Районът е устроен като малък археологически музей на открито с платен вход и работно време ежедневно от 08.30 до 15.00 часа през лятото.